# Миливойце
Миливойце или Милиевци (на сръбски: Миливојце или Milivojce) е село в Югоизточна Сърбия, Пчински окръг, Град Враня, община Враня.

## География
Селото е разположено във Вранската котловина, в подножието на планината Карпина. Отстои на 9 км западно от окръжния и общински център Враня, на североизток от село Бели брег, на 2,1 км северно от село Катун и на 3,4 км западно от село Дубница.

## История
Според разкази на местните хора, селото е основано от жители на старото село Дубница.
По време на Първата световна война селото е във военновременните граници на Царство България, като административно е част от Вранска околия на Врански окръг.

## Население
Според преброяването на населението от 2011 г. селото има 93 жители.

### Етнически състав
Данните за етническия състав на населението са от преброяването през 2002 г.
- сърби – 121 жители (98,36%)
- неизяснени – 1 жител (0,81%)
- неясно – 1 жител (0,81%)